# Cyclura carinata
Cyclura carinata är en ödleart som beskrevs av Harlan 1824. Cyclura carinata ingår i släktet Cyclura och familjen leguaner. IUCN kategoriserar arten globalt som akut hotad.
Arten förekommer på flera öar som ingår i Turks- och Caicosöarna samt på en ö som tillhör Bahamas. Öarnas högsta toppar ligger vid 750 meter över havet. Cyclura carinata vistas i klippiga och sandiga områden med växtlighet.

## Underarter
Arten delas in i följande underarter:
- C. c. carinata
- C. c. bartschi